# Swiss Super League (2019/2020)
Swiss Super League 2019/2020 (oficjalnie znana jako Raiffeisen Super League ze względów sponsorskich) – 123. edycja najwyższej klasy rozgrywkowej piłki nożnej w Szwajcarii. Brało w niej udział 10 drużyn, które w okresie od 19 lipca 2019 do 3 sierpnia 2020 rozegrały 36 kolejek meczów. Ze względu na pandemię COVID-19 sezon został przerwany 28 lutego 2020. Wznowienie rozgrywek nastąpiło dopiero 19 czerwca 2020. Sezon zakończył baraż o miejsce w przyszłym sezonie w Swiss Super League. Trzeci tytuł z rzędu, a 14. w swojej historii zdobył zespół BSC Young Boys.

## Drużyny
| Uczestnicy poprzedniej edycji                                                                                 | Uczestnicy poprzedniej edycji | Uczestnicy poprzedniej edycji | Uczestnicy poprzedniej edycji |
| --- | ----------------------------- | ----------------------------- | ----------------------------- |
| YBO | BSC Young Boys                | 1                             |                               |
| BAS | FC Basel                      | 2                             |                               |
| LUG | FC Lugano                     | 3                             |                               |
| THU | FC Thun                       | 4                             |                               |
| LUZ | FC Luzern                     | 5                             |                               |
| GAL | FC Sankt Gallen               | 6                             |                               |
| ZUR | FC Zürich                     | 7                             |                               |
| SIO | FC Sion                       | 8                             |                               |
| po barażach                                                                                                   |                               |                               |                               |
| NEU | Neuchâtel Xamax               | 9                             |                               |
| Awans z Challenge League 2018/2019                                                                            |                               |                               |                               |
| SER | Servette FC                   | 1                             |                               |
| Oznaczenia: - kolumna pierwsza – skróty nazw drużyn, - kolumna trzecia – miejsce zajęte w poprzednim sezonie. |                               |                               |                               |

## Tabela
| Lp. | Drużyna             | M  | Z  | R  | P  | B+ | B- | +/– | Pkt | Kwalifikacja lub spadek                      |
| --- | ------------------- | -- | -- | -- | -- | -- | -- | --- | --- | -------------------------------------------- |
| 1   | Young Boys (M, P)   | 36 | 23 | 7  | 6  | 80 | 41 | +39 | 76  | Liga Mistrzów UEFA • II runda kwalifikacyjna |
| 2   | Sankt Gallen        | 36 | 21 | 5  | 10 | 79 | 56 | +23 | 68  | Liga Europy UEFA • III runda kwalifikacyjna  |
| 3   | Basel               | 36 | 18 | 8  | 10 | 74 | 38 | +36 | 62  | Liga Europy UEFA • II runda kwalifikacyjna   |
| 4   | Servette            | 36 | 12 | 13 | 11 | 57 | 48 | +9  | 49  | Liga Europy UEFA • I runda kwalifikacyjna    |
| 5   | Lugano              | 36 | 11 | 14 | 11 | 46 | 46 | 0   | 47  |                                              |
| 6   | Luzern              | 36 | 13 | 7  | 16 | 42 | 50 | −8  | 46  |                                              |
| 7   | Zürich              | 36 | 12 | 7  | 17 | 45 | 72 | −27 | 43  |                                              |
| 8   | Sion                | 36 | 10 | 9  | 17 | 40 | 55 | −15 | 39  |                                              |
| 9   | Thun (B, S)         | 36 | 10 | 8  | 18 | 45 | 67 | −22 | 38  | Baraże o utrzymanie                          |
| 10  | Neuchâtel Xamax (S) | 36 | 5  | 12 | 19 | 33 | 68 | −35 | 27  | Spadek do Swiss Challenge League             |

## Wyniki
| Gospodarz \ Gość | BAS | LUG | LUZ | GAL | SER | SIO | THU | XAM | YBO | ZÜR | BAS | LUG | LUZ | GAL | SER | SIO | THU | XAM | YBO | ZÜR |
| ---------------- | --- | --- | --- | --- | --- | --- | --- | --- | --- | --- | --- | --- | --- | --- | --- | --- | --- | --- | --- | --- |
| Basel            |     | 2–1 | 3–0 | 1–2 | 3–1 | 4–0 | 3–1 | 1–1 | 3–0 | 4–0 |     | 4–4 | 0–0 | 1–2 | 2–2 | 2–0 | 0–1 | 2–0 | 3–2 | 4–0 |
| Lugano           | 0–3 |     | 1–1 | 1–3 | 1–0 | 0–1 | 0–0 | 0–1 | 0–0 | 0–0 | 2–1 |     | 2–0 | 3–3 | 3–1 | 0–0 | 1–1 | 1–1 | 2–1 | 1–0 |
| Luzern           | 2–1 | 1–2 |     | 1–4 | 1–2 | 3–1 | 0–2 | 1–0 | 2–2 | 0–0 | 2–1 | 3–3 |     | 1–0 | 2–2 | 1–2 | 3–0 | 1–2 | 2–0 | 2–1 |
| Sankt Gallen     | 0–0 | 3–2 | 0–2 |     | 3–1 | 3–0 | 4–0 | 4–1 | 2–3 | 1–3 | 0–5 | 3–1 | 4–1 |     | 1–0 | 2–1 | 3–2 | 6–0 | 3–3 | 0–4 |
| Servette         | 2–0 | 0–0 | 1–0 | 1–2 |     | 0–0 | 2–1 | 2–2 | 3–0 | 0–1 | 2–2 | 1–1 | 2–0 | 1–1 |     | 1–2 | 2–0 | 4–1 | 1–1 | 4–1 |
| Sion             | 1–4 | 1–2 | 2–1 | 1–2 | 1–1 |     | 2–1 | 1–1 | 3–4 | 3–1 | 1–0 | 1–1 | 0–2 | 1–2 | 1–1 |     | 1–1 | 1–2 | 0–1 | 1–1 |
| Thun             | 2–3 | 0–3 | 0–2 | 1–4 | 0–4 | 0–1 |     | 2–2 | 1–1 | 0–1 | 0–0 | 3–2 | 1–1 | 2–1 | 5–1 | 2–1 |     | 3–0 | 1–0 | 3–2 |
| Neuchâtel Xamax  | 0–3 | 1–1 | 2–0 | 1–1 | 2–2 | 1–3 | 2–3 |     | 0–1 | 0–1 | 1–2 | 0–1 | 0–1 | 1–2 | 1–2 | 0–0 | 2–1 |     | 0–1 | 1–1 |
| Young Boys       | 1–1 | 2–0 | 1–0 | 4–3 | 1–1 | 3–2 | 4–2 | 4–1 |     | 4–0 | 2–0 | 3–0 | 1–0 | 3–1 | 4–2 | 1–0 | 4–0 | 6–0 |     | 3–2 |
| Zürich           | 3–2 | 0–4 | 3–0 | 2–1 | 0–5 | 4–2 | 2–0 | 2–2 | 0–4 |     | 0–4 | 1–0 | 2–3 | 1–3 | 2–0 | 0–2 | 3–3 | 1–1 | 0–5 |     |

## Baraże o Super League
Vaduz druga drużyna Swiss Challenge League wygrała 5-4 dwumecz z Thun 
o miejsce w Swiss Super League na sezon 2020/2021.
| 7 sierpnia 2020 | Vaduz                                   | 2:0   | Thun |                                                            |
| 18:15           | Tunahan Cicek 45+3' · Manuel Sutter 58' | (1:0) |      | Rheinpark Stadion, Vaduz Widzów: 1 000 Sędzia: Alain Bieri |

| 10 sierpnia 2020 | Thun                                                                                    | 4:3   | Vaduz                                         |                                                              |
| 18:15            | Benjamin Büchel 41' (sam.) · Leonardo Bertone 47' · Ridge Munsy 87' · Simone Rapp 90+4' | (1:1) | 19' 51' Mohamed Coulibaly · 69' Tunahan Çiçek | Stockhorn Arena, Thun Widzów: 1 000 Sędzia: Adrien Jaccottet |

## Najlepsi strzelcy
32 bramki
- Jean-Pierre Nsame (Young Boys)

19 bramek
- Cedric Itten (St. Gallen)

14 bramek
- Arthur(inne języki) (Basel)
- Ermedin Demirović (St. Gallen)

13 bramek
- Kemal Ademi(inne języki) (Basel)
- Raphaël Nuzzolo(inne języki) (Neuchâtel Xamax)
- Jordi Quintillà(inne języki) (St. Gallen)

Źródło: sfl.ch, transfermarkt

## Stadiony
| Basel          |
| St. Jakob-Park |
| 38 512         |
|                |

| Lugano           |
| Stadio Cornaredo |
| 6 390            |
|                  |

| Luzern        |
| Swissporarena |
| 17 500        |
|               |

| Neuchâtel Xamax       |
| Stade de la Maladière |
| 11 997                |
|                       |

| Sankt Gallen |
| Kybunpark    |
| 19 694       |
|              |

| Servette        |
| Stade de Genève |
| 30 084          |
|                 |

| Sion             |
| Stade Tourbillon |
| 16 500           |
|                  |

| Thun            |
| Stockhorn Arena |
| 10 000          |
|                 |

| Young Boys               |
| Stade de Suisse Wankdorf |
| 31 783                   |
|                          |

| Zürich             |
| Letzigrund Stadion |
| 23 605             |
|                    |